# 立ち上がれ、何度でも
立ちあがれ、何度でも（たちあがれ、なんどでも）は、行成薫による日本の小説。プロレスを題材とした作品。
『ストロング・スタイル』として、2018年8月に文藝春秋にて発刊され、文庫化により加筆・改題が行われた。プロレスを通じて親密になり、プロレスが原因で疎遠になった二人の男が、成長しプロレスラーとなって再会する話である。

## あらすじ
プロレスを通じて親密になった小林虎太郎と御子柴大河。”プロレスごっこ”の被害者と加害者になってしまったがために、大人たちの配慮により二人は関係は修復されないまま遠ざけられてしまう。
しかし数年後、虎太郎はひょんなことからイジメを受けた経験を持つ者で構成されているインディーズのプロレス団体、NMBFのリングに上がるようになり、また大河も、メジャー団体のJPFの門を叩き、持って生まれた華やかさを生かしプロレスラーとして、スターの階段を駆け上がってゆく。
二人の人生はプロレスの世界に吸い寄せられるかのごとく、再び近づいてゆく。
NMBFの試合で対戦相手のサンダー真田に怪我を負わせた虎太郎は、団体存続のために、デスマッチで人気を博す、JUNGLEへ飛び込む。先輩からの熾烈な”かわいがり”に遭い、心身とも磨り減ってゆくが、有力選手の欠場という幸運から、出場機会を得た虎太郎は、持てる技を駆使して、観客の心を掴み、一気に注目選手として、クローズアップされてゆく。
そんな中、虎太郎と大河の因縁を嗅ぎつけたマッチメイカーの志間は、年末のJPFの興業に、チャンピオンベルトを賭けて、虎太郎と大河を対決させる計画をぶち上げる。
団体間の複雑な思惑に翻弄されながらも、二人は満員の観客が待つリングに向かう。

## 登場人物
小林 虎太郎（こばやし こたろう）
小学生の頃、プロレスごっこで大怪我を負い、大河とは絶縁状態となる。大学進学後にサンダー真田が主催するプロレス団体・NMBFに参加する。体操で培った身体能力を生かし、空中戦を得意とする。
御子柴 大河（みこしば たいが）
小学生の頃、プロレスごっこで虎太郎に大怪我を負わせてしまう。その後メジャー団体JPFに参加し、修業先のアメリカで習得した魅せるプロレスでスターの階段を駆け上る。
大山 久志（おおやま ひさし）
JPFの看板選手。総合格闘技の選手と闘った際、相手の反則行為にノックアウトされるが、本来はセメントで実力を発揮する強豪選手。
横島 雅道（よこしま まさみち）
マサ横島の名で闘うアマレス上がりの試合巧者。大河にプロレスのイロハを仕込んだJPFの先輩選手。爆弾を抱えた腰を労わりながら、一人娘を育てるためにリングに上がり続ける。
薩摩 ジロー（さつま じろー）
かつての人気選手。JPFのマッチメイカー。
カルロス 志間（かるろす しま）
元プロレスラー。JPF旗揚げメンバーで元マッチメイカー。JPFが投資会社に買収された際に、南野から解雇されている。ただし業界での影響力は依然として強い。
南野（みなみの）
経営再建のため投資会社から派遣されたJPFの営業本部長。プロレスに理解が無い。
サンダー 真田（さんだー さなだ）
インディーズプロレス団体のNMBFを主宰する選手。虎太郎をリングに上げ、レスラーとしてプロレスの世界に引き入れた。自称”プロレスのアマチュア”。
鈴木（すずき）
JPFのスカウト。記者あがり。訪れたインディ－ズ団体の大会で、虎太郎を見い出す。
西川（にしかわ）
虎太郎の教育実習先の中学校に通う生徒。問題を抱えている。

## 登場する団体
JPF
メジャープロレス団体。団体の名称はプロレス業界再編の波に飲まれ、経営権は投資会社の手に渡る。合理化のため、一部の人気選手らを除き人員は大幅に整理された。
NMBF
インディーズプロレス団体。団体の名称はＮo More Bullying Forever (イジメ　ダメ　ゼッタイ)。所属選手はイジメを受けた経験を持つ者で構成されている。サンダー真田が、親から受け継いだ資産を基に運営している。
JUNGLE
インディ－ズプロレス団体。金網デスマッチなど、邪道路線で人気が高い。
XYZ
アメリカのメジャープロレス団体。大河の修業先で、大河はそこで人気選手となった。